# Толстой, Дмитрий Андреевич
Граф Дми́трий Андре́евич Толсто́й (1 [13] марта 1823, Москва — 25 апреля [7 мая] 1889, Санкт-Петербург) — русский государственный деятель и историк: обер-прокурор Святейшего правительствующего синода (1865—1880), министр народного просвещения (1866—1880), министр внутренних дел и шеф жандармов (1882—1889). Также член Государственного совета (1866—1889), сенатор (1861), действительный тайный советник (1872). При Александре II был известен как энергичный реформатор, а при Александре III — как проводник политики контрреформ.

## Биография
Представитель поволжской, сравнительно захудалой, ветви Толстых. Его отец, штабс-капитан граф Андрей Степанович Толстой (1793—1830), умер, когда сыновья Всеволод (1824—1843), Дмитрий и дочь Елизавета находились в детском возрасте. Мать Прасковья Дмитриевна, урождённая Павлова (ум. 1849), овдовев, вышла замуж за Василия Яковлевича Венкстерна. Единственная сестра Елизавета (1825—1867), в первом браке Петровская, вторым браком была замужем за самарским губернатором Н. А. Замятниным (1824—1868).
В 1842 году окончил курс в Царскосельском лицее. В службе состоял с 3 февраля 1843 года. С 1848 года служил в Департаменте духовных дел иностранных исповеданий Министерства внутренних дел и занимался составлением истории иностранных исповеданий. В 1853 году был назначен директором канцелярии Морского министерства и в этой должности принимал участие в составлении хозяйственного устава Морского министерства и нового положения об управлении Морским ведомством. В 1861 году некоторое время управлял Департаментом народного просвещения, затем был назначен сенатором.
В 1865 году (с 3 июня) был назначен обер-прокурором Святейшего синода, с 14 апреля 1866 года (через 10 дней после покушения Каракозова на Александра II) — министром народного просвещения и занимал оба эти поста до апреля 1880 года, когда был назначен членом Государственного совета. При Толстом были открыты Историко-филологический институт (1867), Варшавский университет, Сельскохозяйственный институт в Новой Александрии (1869), Московские высшие женские курсы (1872), Русская филологическая семинария в Лейпциге для приготовления учителей древних языков (1875); Томский университет (1878). Нежинский лицей преобразован в Историко-филологический институт, а Ярославский лицей — в лицей юридический. В 1872 году издано положение о городских училищах, в 1874 — положение о начальных училищах, для надзора за которыми были ещё в 1869 году учреждены должности инспекторов народных училищ. В духовном ведомстве при графе Толстом произведено преобразование духовно-учебных заведений (1867—1869).

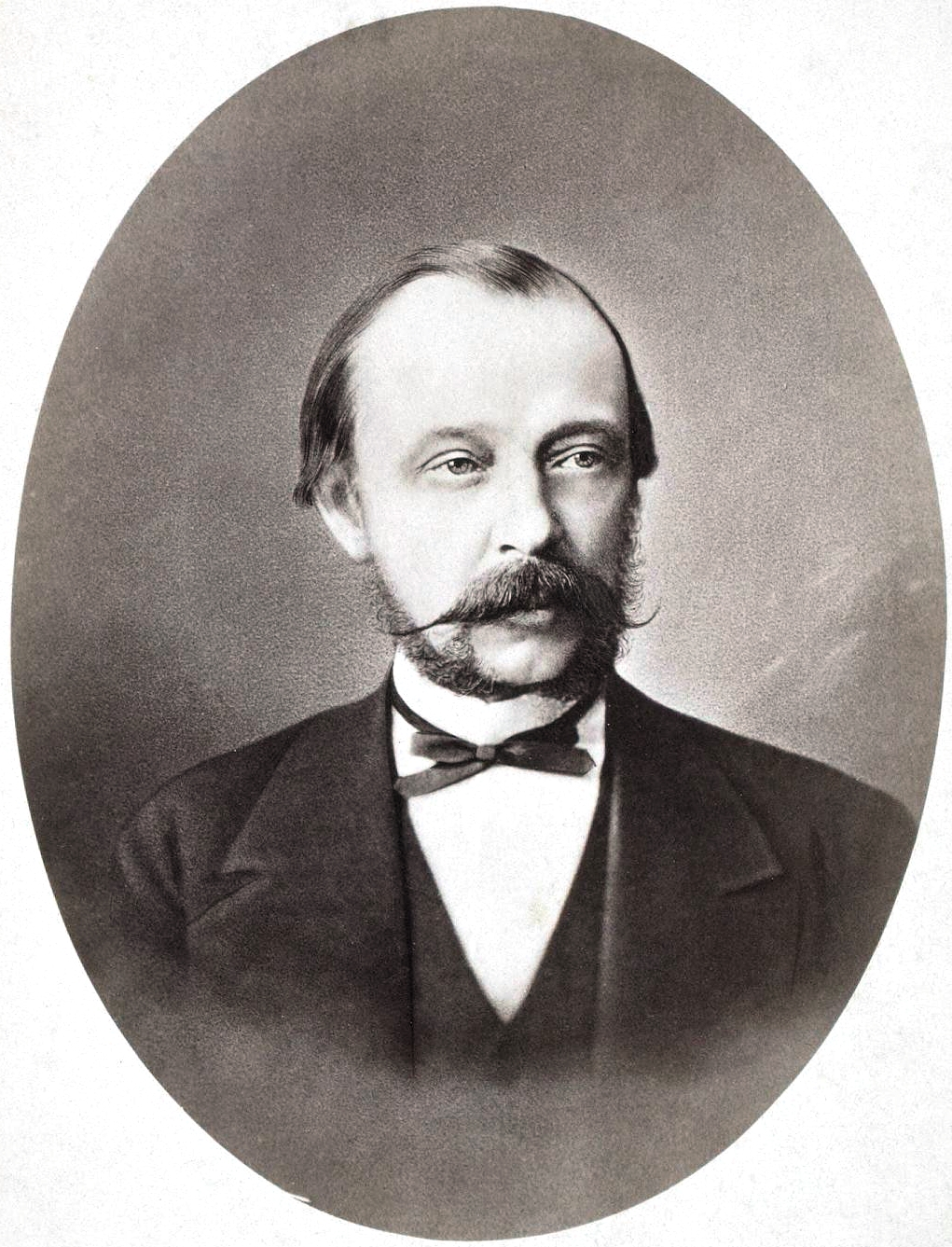
Д. А. Толстой (1887)

В мае 1882 занял пост министра внутренних дел и шефа жандармов и оставался на этом посту до самой смерти. Считался проводником политической реакции и поборником «сильной» власти. Законодательные меры, проведённые и подготовленные при нём, были направлены к возвышению дворянства, к регламентации крестьянского быта и к преобразованию местного управления и самоуправления в смысле расширения влияния администрации. Изданы законы о крестьянских семейных разделах и о найме сельских рабочих, подготовлены положение о земских начальниках и новое земское положение. Свобода печати существенно ограничена временными правилами 1882 года. Подробнее см. Контрреформы Александра III.
С 1882 года граф Д. А. Толстой состоял также президентом Императорской Академии наук. Жил в это время на набережной Фонтанки в доме № 16.
Был пожалован придворными званиями камер-юнкера (1848), камергера (1858) и «в должности гофмейстера» (1860); чинами действительного статского советника (1856), гофмейстера (1861) и действительного тайного советника (16.04.1872).
Похоронен в родовом имении — селе Маково Рязанской губернии.

## Образовательная реформа Толстого
В качестве министра народного просвещения граф Толстой провёл в 1871 году реформу среднего образования, заключавшуюся, по свидетельству историка А. А. Корнилова, во введении в учебные программы больших объёмов математики вместе со значительным усилением преподавания латинского и греческого языков в гимназиях, причём только воспитанникам классических гимназий было предоставлено право поступать в университет; бывшие реальные гимназии преобразованы в реальные училища (1872).
В разработку идеологии этой реформы важнейший вклад внёс публицист и профессор М. Н. Катков. Одной из целей реформы ставилось развитие у учащихся умения основательно мыслить и, таким образом, воспрепятствование распространению поверхностных радикальных взглядов. С аналогичными целями (чтобы исключить необходимость поездок студентов в европейские университеты и, тем самым, воспрепятствовать распространению «революционной заразы» из Европы) предпринимались серьёзные усилия по созданию и надлежащему оснащению исследовательских лабораторий в российских университетах.
Александр Чехов (старший брат А. П. Чехова) полагал, что граф Толстой положил «классицизм краеугольным камнем воспитания и развития».

## Семья

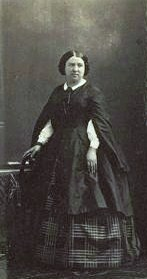
Софья Дмитриевна Толстая, жена (1858)

В молодости граф Толстой был влюблён в замечательную красавицу Марию Языкову, которая потом вышла за дипломата Д. О. Шеппинга. Граф сделал ей предложение и уже считался женихом, но свадьба не состоялась вследствие того, что дядя его убедил, до какой степени было бы безрассудно вступить ему в брак с девушкой, которая так же, как и он, не имеет состояния.
Жена (с 8 ноября 1853 года) — Софья Дмитриевна Бибикова (20.05.1827—1907), фрейлина двора, дочь министра внутренних дел Д. Г. Бибикова. Крещена была 1 июня 1827 года в Пантелеимоновской церкви, крестница И. Г. Бибикова. По отзывам современника, она была женщина очень недалекого ума, некрасивая, но в высшей степени добрая и благодушная. Недостатки свои она с лихвой искупала тем, что принесла мужу значительное состояние, и властвовал он над нею неограниченно, так что малейший его каприз был для неё законом. С тестем своим Толстой находился в дурных отношениях, но особенно ненавидел свою тёщу, никогда не встречался с нею, не хотел о ней и слышать. Эта непримиримая вражда вызвана была ни чем иным, как денежными расчетами; «граф Толстой постоянно жаловался, что его обделили, дали ему только часть того, на что он имел право». Графиня Толстая занимала высокие посты при дворе, была статс-дамой и кавалерственной дамой ордена Св. Екатерины малого креста (1873). Дети:
- София (15.09.1854[10]—14.02.1917), крещена 31 октября 1854 года в Пантелеимоновской церкви при восприемстве графа Д. А. Толстого и бабушки С. С. Бибиковой; фрейлина, замужем за графом С. А. Толем, петербургским губернатором. Известна благотворительной деятельностью и как автор книги о масонстве.
- Глеб (17.10.1862—15.01.1904), титулярный советник, служил земским начальником в Рязанской губернии.

## Награды
- Орден Святого Владимира 3-й степени (17.07.1855)
- Орден Святой Анны 1-й степени (01.01.1865)
- Орден Святого Владимира 2-й степени (27.03.1866)
- Орден Белого орла (20.04.1869)
- Орден Святого Александра Невского (28.03.1871)
- Бриллиантовые знаки к ордену Святого Александра Невского (13.04.1875)
- Орден Святого Андрея Первозванного (15.05.1883)
- Орден Святого Владимира 1-й степени (01.01.1888)

Иностранные:
- Черногорский орден князя Даниила I 1-й степени (1867)
- Австрийский орден Леопольда, большой крест (1874)
- Греческий орден Спасителя 1-й степени (1875)
- Французский орден Пальмы, офицер народного просвещения (1878)
- Папский орден Пия IX, большой крест (1883)
- Бразильский орден Розы 1-й степени (1884)

## Признание
- Почётный член (29.12.1866) и президент (25.04.1882) Императорской Академии наук
- почётный член Музея имени Его Императорского Высочества Государя Наследника Цесаревича
- почётный член Санкт-Петербургского минералогического общества и Императорского Московского технического училища
- Демидовская премия (1847)
- почётный гражданин Череповца (30 октября 1874 года)[11] — за особенно оказанное внимание и содействие к процветанию города

## Научная деятельность
Д. А. Толстой написал «Историю финансовых учреждений России со времени основания государства до кончины императрицы Екатерины II» (СПб., 1848), исследование об истории католицизма в России (Le Catholicisme romain en Russie; П., 1863—1864 1 том, 2 том) и ряд статей по истории просвещения в России, помещённых в «Журнале Министерства народного просвещения» и в «Русском архиве». По его инициативе предпринято издание «Материалов для истории Академии наук».
Сочинение «Римский католицизм в России», появившееся на французском языке в 1864 году, привлекло внимание папской курии и в 1866 году было занесено в «Индекс запрещённых книг» с редкой аттестацией «opus praedamnatum» — аттестация, которая выдаётся в индексе лишь сочинениям самых страшных еретиков.

## Избранные труды
- Толстой Д. А. Академическая гимназия в XVIII столетии : по рукописным документам Архива Академии наук. — СПб.: тип. Акад. наук, 1885. — 114 с. — (Сб. Отд-ния рус. яз. и словесности Акад. наук. - т. 38, № 5).
- Толстой Д. А. Академический университет  в XVIII столетии : по рукописным документам Архива Академии наук. — СПб.: тип. Акад. наук, 1885. — 67 с. — (Сб. Отд-ния рус. яз. и словесности Акад. наук. - т. 38, № 6).
- Толстой Д. А. Взгляд на учебную часть в России в XVIII столетии до 1782 года. — СПб.: тип. Акад. наук, 1885. — 100 с. — (Сб. Отд-ния рус. яз. и словесности Акад. наук. - т. 38, № 4).
- Толстой Д. А. [Виды и соображения, которыми руководился министр народного просвещения, предоставляя в Государственный совет проект устава реальных училищ]. — СПб., 1872. — 13 с.
- Толстой Д. А. Всеподданейшая докладная записка … о деятельности Православного духовного ведомства с 1 июня 1865 г. по январь 1866 г. — СПб., 1866. — 67 с.
- Толстой Д. А. Городские училища в царствование императрицы Екатерины II. — СПб.: тип. Акад. наук, 1886. — 214 с. — (Сб. Отд-ния рус. яз. и словесности Акад. наук. — Т. 41, № 2).
- Толстой Д. А. Замечания председателя Комитета, высочайше утверждённого для устройства духовных дел православного исповедания в Финляндии, … на проект положения об устройстве православных приходов в Финляндии. — [СПб.]: Б. и., [1868]. — 4 с.
- Толстой Д. А. Извлечение из отчёта директора Канцелярии Морского министерства за 1858 год. — [СПб.]: Б. и., [1859]. — 10 с.
- Толстой Д. А. Иосиф, митрополит Литовский, и воссоединение униатов с православною церковью в 1839 году. — СПб.: печатня В. Головина, 1869. — 71 с. — (Извлеч. из Журн. М-ва нар. прос.).
- Толстой Д. А. История финансовых учреждений России со времени основания государства до кончины императрицы Екатерины II. — СПб.: тип. К. Жернакова, 1848. — 258 с.
- Толстой Д. А. Люди Екатерининского времени : Справочная книжка к царствованию имп. Екатерины II. — СПб.: тип. В. С. Балашова, 1882. — 636 с.
- Толстой Д. А. О первоначальном учреждении и последовавших изменениях в устройстве Адмиралтейств-коллегии. — СПб.: тип. Акад. наук, 1855. — 25 с. — (из Морск. сборника. — 1855. — № 6).
- Толстой Д. А. Об иезуитах в Москве и Петербурге : Историч. отрывок. — СПб.: тип. 2-го отд-ния собственной е.и.в. канцелярии, 1859. — 23 с.
- Толстой Д. А. Обозрение учебных заведений Олонецкой губернии (в авг. 1877 г.). — Петрозаводск: Олонецк. губ. стат. ком., 1877. — 46 с.
- Толстой Д. А. Речи и статьи. — СПб.: тип. В. С. Балашева, 1876. — 187 с.
- Толстой Д. А. Речь царя и великого князя Ивана Васильевича к панам радам Королевства Польского и Великого княжества Литовского, чрез их после переданная. — М., 1847. — 7 с.
- Толстой Д. А. Римский католицизм в России : Историч. исследование. — СПб.: В. Ф. Демаков, 1876—1877.
- Толстой Д. А. Римско-католическая пропаганда в России (Изложение книги Д.А. Толстого «Le catholicisme romain en Russie», Paris, 1863-1864). — СПб., 1865.

## Мнения о Толстом
На основании его действий, я вывел заключение, что вообще это был человек незаурядный, человек с волей и образованием, человек, в известном смысле, честный; во всяком случае — это была крупная личность. Всех его воззрений я не разделял. Гр. Толстой был крайний правый, и Император Александр III назначил его министром внутренних дел после графа Игнатьева именно потому, что он был ультраконсервативных воззрений. <…>
Граф Толстой, как я уже сказал, был, во всяком случае, крупною личностью. — Многое, что он сделал сначала, когда был министром народного просвещения, а потом, когда был министром внутренних дел — подлежит порицанию. Его преобразованиям, крайне реакционным, Россия в значительной степени была обязана теми волнениями в обратную сторону, которые мы пережили несколько лет тому назад.
— Витте С. Ю. 1849—1894: Детство. Царствования Александра II и Александра III, глава 15 // Воспоминания. — М.: Соцэкгиз, 1960. — Т. 1. — С. 298, 302. — 75 000 экз.

…злой гений русской молодежи.— А. Ф. Кони, Воспоминания о деле Веры Засулич (отдел I)

Лучшие люди в нашем духовенстве, не стоя на стороне графа Д. А. Толстого, — который сделал, кажется, все, от него зависевшее, чтобы его не укоряли в искании людского расположения, — в этом деле глубоко сожалели о том, как далеко зашла враждебность, какую возбудил против себя этот сановник, говоря о котором можно припоминать пословицу: «гнул не парил, сломал не тужил».
— Н. С. Лесков, «Епархиальный суд»